# Osborne Computer Corporation
La Osborne Computer Corporation (OCC) è stata un'azienda statunitense specializzata nella produzione di computer portatili. Fu fondata da Adam Osborne nel 1979 e rimase in attività fino al 1985, quando chiuse per bancarotta. La società nacque da un'idea di Osborne che, insieme a Lee Felsenstein, progettò uno dei primi computer portatili, l'Osborne 1. Sia Osborne che Felsenstein frequentavano l'Homebrew Computer Club.

## Storia

### Gli inizi
Dopo aver venduto la sua società editoriale a McGraw-Hill per 3 milioni di dollari, con una piccola parte dei soldi ricavati (circa 5.000 dollari) Osborne fondò nel 1979 la Brandywine, Inc.
Decise quindi di assumere Felsenstein per lavorare ad una nuova idea di computer, che fosse progettato per essere "trasportabile", una macchina che avesse un peso molto inferiore a quello degli elaboratori fissi dell'epoca, che pesavano diverse decine di chilogrammi. Felsenstein aveva in precedenza già lavorato nel campo dei computer, avendo progettato il Sol-20 per Processor Technology. Osborne conosceva molto bene Felsenstein e le sue capacità, essendo entrambi membri dell'Homebrew Computer Club, un club di appassionati che si riunivano per parlare di nuovi elaboratori e nuove tecnologie.
Il progetto del computer fu terminato alla fine del 1980, e Osborne assunse Thomas E. Davidson per realizzare la macchina. All'inizio del 1981 la società divenne Osborne Computer Corporation, con un capitale di circa 1 milione di dollari, proveniente per la maggior parte da Jack Melchore, un Venture capitalist della Silicon Valley.

### L'Osborne 1

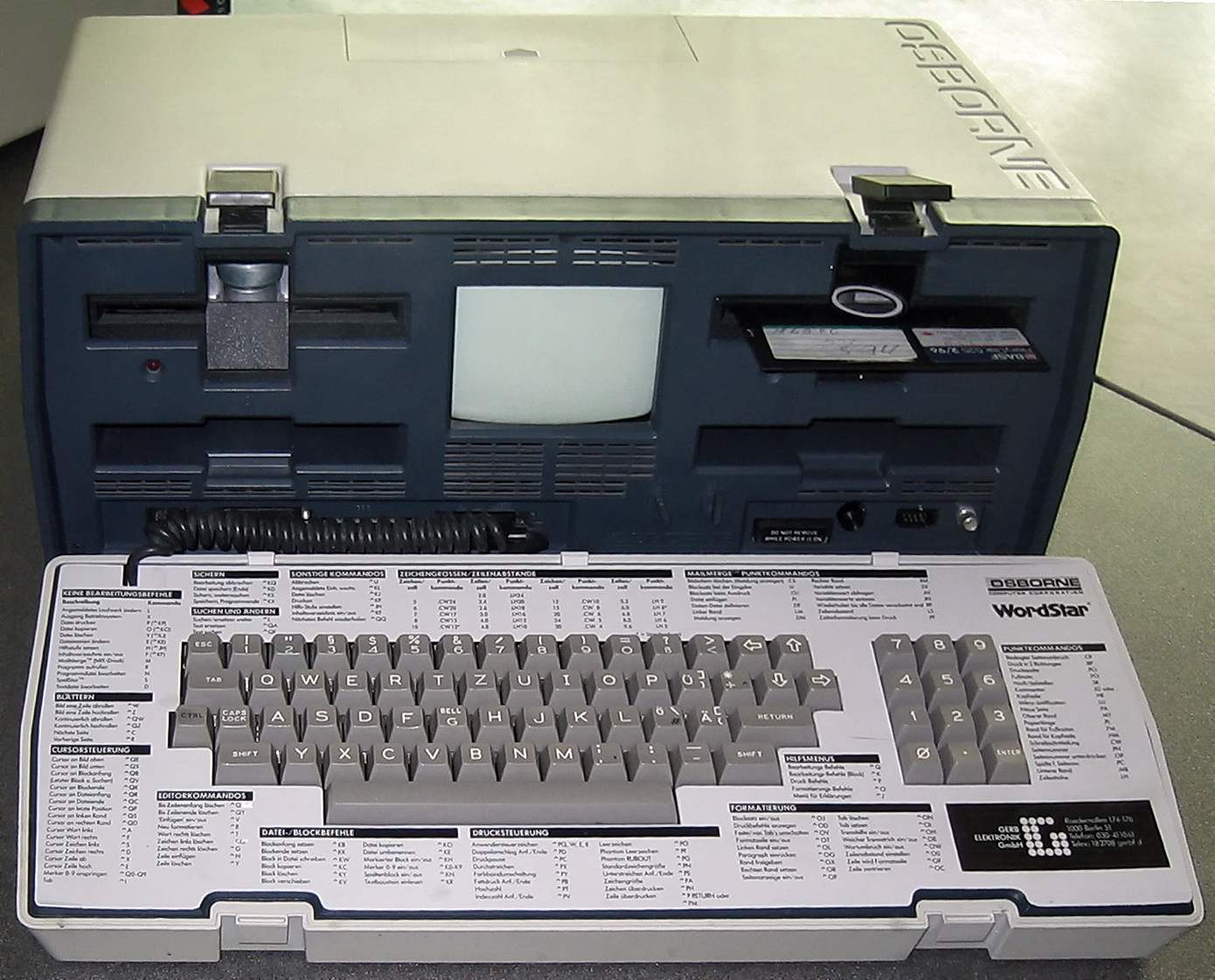
L'Osborne 1.

Il computer fu terminato in tempo per essere presentato alla "National Computer Conference" di maggio del 1981 come Osborne 1. Il computer utilizzava una CPU Zilog Z80 a 4 MHz, integrava 64 kB di RAM, offriva 2 unità dischi ed un monitor da 5 pollici capace di 52 colonne di testo. Come sistema operativo utilizzava il CP/M 2.2.
La macchina riscosse subito un enorme successo sia per la sua compattezza, pesando meno di 12 kg era un computer veramente "portatile", sia per la ricca dotazione di software: il valore delle applicazioni abbinate, pari a circa 1.500$, era di poco inferiore al costo della macchina stessa, venduta a 1.795$. Il pacchetto di programmi era composto dal sistema operativo CP/M, comprendente le sue "Utility", da "SuperCalc" (un foglio elettronico), da "WordStar" (un editor di testo), e dai linguaggi di programmazione MBASIC di Microsoft e CBASIC di Digital Research.
Adam Osborne poté offrire tale dotazione di software insieme al suo computer grazie ad accordi di scambio di azioni con i produttori delle stesse applicazioni. Ad esempio, MicroPro International ricevette 75.000 azioni (pari a 130.000$) di Osborne Computer Corporation in cambio di una licenza illimitata sul suo WordStar.
Le vendite iniziarono nel mese di luglio del 1981 ed entro la fine dell'anno e, all'inizio del 1982, Osborne Computer arrivò a spedire oltre 10.000 unità al mese. Per far fronte alle richieste fu aperta una nuova fabbrica a Monmouth Junction, New Jersey,  grazie anche ai finanziamenti ricevuti da nuovi soci che erano entrati in società. Lo stabilimento era in grado di assemblare 250 Osborne 1 al giorno. Nello stesso periodo iniziò lo sviluppo di due nuovi computer, l'Osborne Vixen, che avrebbe dovuto sostituire l'Osborne 1, e l'Osborne Executive, una macchina di fascia superiore.
Per le festività natalizie del 1982, Osborne lanciò una campagna promozionale in base alla quale con l'acquisto dell'Osborne 1 veniva offerto il database dBase II di Ashton-Tate. Grazie ad essa la produzione dovette essere portata a 500 unità al giorno per soddisfare tutte le richieste di acquisto.

### La crisi ed il primo fallimento
Nonostante i successi iniziali, le vendite dell'Osborne 1 iniziarono a calare a causa dell'affacciarsi sul mercato di 2 importanti avversari, il Kaypro II ed il PC IBM. Il primo era un altro computer portatile che, come l'Osborne 1, usava il sistema operativo CP/M, era basato sullo Z80, montava 64 kB di memoria ed offriva alcune applicazioni comprese nel prezzo. Pesava quasi 2 kg in più ma, a differenza dell'Osborne 1, offriva per gli stessi 1.795$ un monitor integrato da 9" invece che da 5". Il secondo era invece un computer a 16 bit: era più veloce dell'Osborne 1, era più avanzato tecnologicamente ed offriva un parco software in rapida espansione. Inoltre l'arrivo sul mercato di computer di terzi compatibili al 100% con il PC di IBM ma meno costosi espandeva ulteriormente la diffusione di questo genere di macchine.
Come risultato, a novembre del 1982 il fatturato era di 66 milioni di dollari e le perdite toccavano quota 1 milione di dollari: Adam Osborne, all'inizio dell'anno, aveva previsto un fatturato di 250 milioni di dollari ed un utile di 9 milioni di dollari. Agli inizi del 1983 le perdite erano salite a 4 milioni di dollari.
A complicare le cose c'erano anche gli ordini dell'Osborne 1 cancellati in attesa dei nuovi modelli, annunciati mesi prima della loro effettiva disponibilità. Il Vixen prometteva di far girare anche il software scritto per l'MS-DOS dei PC IBM, mentre l'Executive offriva un monitor da 7". Per cercare di far riprendere le vendite, il prezzo dell'Osborne 1 fu prima portato a 1.295$ nel mese di luglio, e poi a 995$ in quello successivo. Contemporaneamente gli investitori finanziarono nuovamente la società instillando 20 milioni di dollari in contanti.
Ma nessuna delle suddette azioni sortì gli effetti sperati e le vendite continuarono a calare. La società fu costretta ad agosto a chiudere lo stabilimento del New Jersey, che contava 89 dipendenti, e qualche giorno a licenziare 200 lavoratori impiegati in quello di Hayward, in California. Agli inizi del mese di settembre Osborne Computer licenziò i restanti 270 dipendenti di Hayward e chiuse lo stabilimento.
Diversi creditori iniziarono a chiedere il pagamento di quanto dovuto: Porter Hurt, che aveva sviluppato le schede necessarie a rendere i Vixen compatibili con i sistemi PC, denunciò Osborne Computer per insolvenza e chiese il pagamento dei 4,5 milioni di dollari che avanzava. Alcuni giorni dopo Osborne Computer dichiarava la bancarotta ed entrava in regime di amministrazione controllata secondo i termini del Capitolo 11 della legislazione americana sui fallimenti.

### La chiusura definitiva
Adam Osborne uscì di scena dalla società ed alla guida di Osborne Computer Corporation salì Rod Brown in qualità di presidente. Sistemati i problemi finanziari, la società provò a rialzarsi mettendo in vendita il Vixen nel 1984 ma non riuscì più a recuperare l'immagine iniziale ed il terreno perso, dovendo chiudere definitivamente i battenti nel 1985. I diritti sul nome furono venduti a Mikrolog, un produttore di compatibili IBM finlandese che continua a commercializzare una linea di PC con il nome "Osborne".